# Epizeuxis mollifera
Epizeuxis mollifera är en fjärilsart som beskrevs av Walker 1858. Epizeuxis mollifera ingår i släktet Epizeuxis och familjen nattflyn. Inga underarter finns listade i Catalogue of Life.